# قصر الجنود
قصر الجنود هو فيلم وثائقي من إخراج مايكل تاكر عام 2004،إصدر بشكل محدود في الولايات المتحدة في 4 مارس\آذار2005. كان الفيلم بمثابة سرد للوقائع المعقدة للوضع في العراق خلال عامي2003 و2004 وسط التمرد العراقي الذي لم نشاهده في نشرات الأخبار المسائية. يروي كتاب قصر الجنود قصته بنفسه على لسان جنود أمريكيين متمركزين في وسط بغداد، ويعرض صورة لحرب خطيرة وفوضوية.

## ملخص
وثق الفيلم عمليات الكتيبة الثانية، فوج المدفعية الميدانية الثالث، أحد عناصر فريق اللواء القتالي الأول، الفرقة المدرعة الأولى، بدءًا من أواخر صيف عام2003 حتى إعفاء الوحدة من قبل الكتيبة الثالثة، فوج المشاة 153، من فريق اللواء القتالي 39، وحدة من الحرس الوطني لجيش أركنساس تابعة لفرقة الفرسان الأولى في أبريل\نيسان 2004. تمركز الجنود في منطقة الأعظمية ببغداد الواقعة بين نهر دجلة في الغرب ومدينة الصدر في الشرق. تقع القاعدة العملياتية المتقدمة للوحدة في القصر الرئاسي السابق، المعروف باسم قصر الأعظمية.

### قصر الأعظمية، المعروف أيضًا باسم فورت أباتشي، والمعروف أيضًا باسم جي إس إس أباتشي
يشكل قصر الاعظمية خلفية الفيلم الوثائقي، مسرحًا لآخر معركة نارية كبرى أثناء سقوط بغداد. القصر، الذي كان يعرف بقصر المدفعي أثناء احتلاله من قبل فوج المشاة الثاني والثالث، سُلم في النهاية إلى الجيش العراقي، باستثناء ثلاثة مبانٍ احتفظت بها الوحدة التالية، شركة C، فوج المشاة الثالث153، و أعاد تسميتها بقاعدة دورية أباتشي. أغلقت قاعدة الدوريات وتم تسليم القصر بالكامل للجيش العراقي في عام 2005. أعيد احتلال القصر خلال فترة "الزيادة" في عامي 2006 و2007، يُعرف آنذاك باسم محطة الأمن المشتركة أباتشي. حصل الرقيب أول روس ما كجينيس، المخصص لشركة C، الكتيبة الأولى، فوج المشاة السادس والعشرين، اللواء الثاني، فرقة المشاة الأولى، والمتمركز في قاعدة جيه إس إس أباتشي، على وسام الشرف عن أفعاله في حي الأعظمية. ألقى بنفسه على قنبلة يدوية من أجل حماية زملائه الجنود.

## تصنيف MPAA
صُنف الفيلم على أنه"مصنفPG-13 بسبب اللغة القوية في جميع أنحائه والمواقف العنيفة وبعض الإشارات إلى المخدرات". مُنح الفيلم الوثائقي في الأصل تصنيف R من قبل MPAAبسبب لغته. لكن تاكر طلب من MPAA إعادة النظر، قائلاً:"يظهر الفيديو الحياة الحقيقية في الجيش في الخارج وأهمية أن يتواصل الجمهور الأصغر سناً ويفهم ما يمر به الجنود". وأطلق عريضة. وإذا أخذنا في الاعتبار ظروف القتال التي تواجه الشخصيات البشرية في الأفلام الوثائقية عن الحرب، فإن اللغة، على الرغم من قوتها، لم تشكل تجديفًا مستمرًا. مُنح الفيلم تصنيف PG-13 عند الاستئناف. يحتوي الفيلم الوثائقي على42 استخدامًا لكلمات نابية ومشتقاتها، أكثر من أي فيلم آخر مصنف PG-13.[بحاجة لمصدر]</link>

## استقبال
حصل الفيلم على تقييم 85% على موقع Rotten Tomatoes بناءً على مراجعات من 106ناقد.حصل الفيلم على تقييم 70% على موقع ميتاكريتيك بناءً على مراجعات من 33 ناقدًا، مما يشير إلى "مراجعات إيجابية بشكل عام".

## روابط خارجية
- موقع صانع الأفلام
- الموقع الرسمي
- Gunner Palace  في قاعدة بيانات الأفلام على الإنترنت (بالإنجليزية)
- [http://allmovie.com/movie/v314099 Gunner Palace

] على موقع أول موفي.
- حوار مع الكابتن جوناثان باورز، أحد المحاربين القدامى في حرب العراق والذي خدم في قصر المدفعية أثناء تصوير الفيلم الوثائقي